# Jaime Ramón y Vidales
Jaime Ramón y Vidales (Vendrell, 1846-Vendrell, 1900) fue un escritor y notario español.

## Biografía
Nacido el 30 de noviembre de 1846 en la localidad tarraconense de Vendrell, fue uno de los socios fundadores de la sociedad la Jove Catalunya y se dedicó al cultivo de la lengua catalana. En el certamen en honor de Cervantes celebrado en 1887 por el Ateneo de la clase obrera de Tarragona, le fue premiada la poesía Al comers. Investigó los archivos de Vendrell para escribir la obra que tituló Vendrell histórico, de la que dio a conocer varios capítulos en el semanario El Vendrellense, del que fue director.
Colaboró en varias publicaciones periódicas, entre ellas La Pubilla, La Gramalla, La Renaixensa, La Ilustració Catalana y La Notaría. Hacia finales del siglo XIX desempeñaba el cargo de notario en Vendrell. Fallecido el 21 de julio de 1900 en su localidad natal, fue hermano de Ramón Ramón y Vidales.

## Publicaciones
- La questió del Born. Juguete cómico en un acto representado en el Casino Circo de Vendrell en 1889.[2]
- Roda el mon y torna al born, joguina cómico lírica en un acte. Música del maestro Juan Ríos, representada en 1892. [2]
- Lluitas de cor, cuadro dramatichs en un acte y en vers. Premiado en el certamen celebrado por el Ateneo de la clase obrera de Tarragona en 1880 y publicado en el tomo del Certamen. Estrenado en el teatro Principal de dicha ciudad el 25 de abril 1880. [2]
- «Capitols matrimonials. Cuadro poétich de costums». Premiado en el certamen celebrado en Valls en 1881. Publicado en el tomo del certamen.[2]
- «Red de comunicaciones». Memoria premiada en el certamen de Valls de 1883, publicada en el tomo del certamen.[2]
- «Breus consideracións jurídicas sobre la organizació de la familia catalana. Colecció de articles morals». Premio del Ateneo Barcelonés en los juegos florales de Barcelona en 1883. Se publicó traducida al castellano en la revista de derecho y del Notariado y fue reproducida en el semanario La Notaría.[2]